# Olivier Lexa
Olivier Lexa est un metteur en scène et auteur français.

## Biographie

### Parcours universitaire et musical
Titulaire d’un master en management de la musique à l’Université Paris Sorbonne-Paris IV, d’un DEA d’histoire à l’Université de Provence Aix-Marseille I, d'un DEM de violon, musique de chambre, formation musicale, histoire de la musique au Conservatoire à Rayonnement Régional de Toulon, d’un DEM de violon baroque au Conservatoire de Paris XIe.

### Carrière
Olivier Lexa commence sa carrière en collaborant à la mise en scène de Sallinger de Bernard-Marie Koltès par Geneviève Hurtevent au Théâtre du 3bisF à Aix-en-Provence en 1999.
À partir de 2004 et pendant trois ans, il occupe différentes responsabilités dans l’association Les Conversations essentielles qui combat les communautarismes à l'occasion de concerts et tables rondes à Paris et à New York.
En 2006, il devient l’assistant de Benjamin Lazar au Théâtre de l’Incrédule. À l’occasion de ces deux années de travail, il est notamment dramaturge sur Comment Wang-Fô fut sauvé de Marguerite Yourcenar (Théâtre national de l'Opéra-Comique, Paris).
En 2006 toujours, Olivier Lexa est appelé au poste de codirecteur du festival Opéra des Rues à Paris, qu’il occupera jusqu'à la fin de l’année 2007 lorsqu’il est nommé directeur général du Palazzetto Bru Zane – Centre de musique romantique française.
Il écrit simultanément son premier roman publié, Morceaux choisis (Éditions Léo Scheer, 2011) dont la sortie sera saluée par Alain Veinstein.
Récemment installé à Venise, Olivier Lexa fonde en 2010 le Venetian Centre for Baroque Music, dont le Conseil honoraire est présidé par la romancière Donna Leon, bientôt rejointe par Cecilia Bartoli, Philippe Sollers et d'autres personnalités. En 2011, Olivier Lexa publie Venise, l’Éveil du baroque – Itinéraire musical de Monteverdi à Vivaldi (Archives Karéline). Cette parution est saluée entre autres par Alex Ross, critique musical du New Yorker.
Dans le cadre d’une autre inauguration – celle du pavillon français à la Biennale de Venise de 2011 –, Olivier Lexa assiste l’artiste Christian Boltanski[réf. nécessaire].
En 2014, Olivier Lexa signe la première biographie complète[réf. nécessaire] du compositeur Francesco Cavalli, parue en septembre chez Actes Sud et appréciée par la critique.
En 2015, il publie La Musique à Venise, toujours chez Actes Sud.
En 2016, Olivier Lexa publie son second roman, L’Éducation vénitienne, polar sur fond de carnaval vénitien, mettant en scène un serial killer inspiré du personnage de Donna Leon, atroce auteur de romans policiers à succès se déroulant à Venise et narrant en réalité ses propres crimes.
Après sept années passées à la direction du Venetian Centre for Baroque Music, Olivier Lexa fonde en 2017 la Fondazione delle Arti – Venezia qu’il codirige avec Viola Romoli. Cette nouvelle fondation, dont le siège est au Palazzetto Pisani à Venise, soutient les activités culturelles sur le territoire vénitien. En 2017, Olivier Lexa est aussi programmateur associé au pavillon français de la Biennale de Venise aux côtés de l’artiste Xavier Veilhan pour Studio Venezia.
La même année, à l’occasion du 450e anniversaire de la naissance de Claudio Monteverdi, Olivier Lexa publie un essai intitulé Monteverdi et Wagner, penser l’Opéra aux Archives Karéline.
En 2019, année du cinq-centième anniversaire de la mort de Léonard de Vinci, Olivier Lexa publie Léonard de Vinci. L’invention de l’opéra aux Éditions du Cerf,. L’ouvrage présente des sources en partie inédites démontrant que les premiers opéras ont été créés à la fin du XVe siècle. À la sortie du livre, Forumopera.com commente :
« L’auteur nous livre une somme appelée à faire date, un monument d’érudition. […] La révélation à laquelle il nous invite est propre à remettre en perspective les conditions de la naissance de l’opéra. Le cliché qui réduit l’œuvre du maître à quelques dizaines de peintures et à des inventions géniales n’a plus lieu d’être. […] Plus jamais notre regard sur les toutes premières productions lyriques, notre écoute aussi, ne pourront être semblables à ce qu’ils étaient. ».
En 2021, Olivier Lexa publie aux éditions Payot et Rivages la première anthologie de poésies de Laurent de Médicis en langue française, dans sa traduction. La même année, il est nommé curateur des programmes culturels du Musée national romain à Rome.
En 2022, Olivier Lexa enseigne par ailleurs le jeu et la mise en scène à l’Académie de théâtre de l’Istituto nazionale del dramma antico de Syracuse.
Depuis 2022, Olivier Lexa est consultant indépendant et auteur. Il collabore avec la Philharmonie de Paris, le Théâtre des Champs Elysées, la Philharmonie Luxembourg, l’Orchestre de Paris, l’Orchestre symphonique de Québec, le Grand Théâtre de Provence, l’Opéra Orchestre national Montpellier, l’Opéra Grand Théâtre de Dijon, Les Grands Interprètes Toulouse, le Festival de musique de La Chaise-Dieu et le Festival d'Ambronay.

## Mise en scène
En 2014, Olivier Lexa met en scène la recréation mondiale de L'Eritrea de Francesco Cavalli sur un livret de Giovanni Faustini, dans une production du Teatro La Fenice à Venise, saluée par la presse,.
En 2016, il est dramaturge sur la nouvelle production de I due Foscari de Verdi au Teatro La Scala à Milan avec Placido Domingo dans le rôle-titre, après avoir réalisé également la dramaturgie de la nouvelle production de L’Opera seria de Florian Leopold Gassmann au Théâtre royal de La Monnaie à Bruxelles sous la direction de René Jacobs.
En 2016 toujours, Olivier Lexa met en scène la recréation mondiale de L’Oristeo de Francesco Cavalli à l’Opéra de Marseille. La production reçoit un accueil mitigé du public et de la presse,. Au Teatro La Scala, il est de nouveau dramaturge, cette fois sur la nouvelle production de Madame Butterfly de Puccini, dirigée par Riccardo Chailly.
La même année, il donne un séminaire sur la dramaturgie à l’opéra au Master in Arts Management and Administration (MAMA) à l’Université Bocconi et est membre du jury du premier Concours International de Musique Ancienne en Normandie.
En 2017, à New York, Carnegie Hall programme sa mise en scène de Angeli e Demoni sur une musique de Claudio Monteverdi, spectacle élaboré avec Leonardo García Alarcón et dirigé par ce dernier. 

En 2018, à la Philharmonie de Varsovie, Olivier Lexa met en scène Naïs de Jean-Philippe Rameau. La production est reprise à Opera Nova à Bydgoszcz.
En 2019, Olivier Lexa met en scène la création mondiale du Silence des ombres,,, opéra rassemblant les Trois Petits Drames pour marionnettes de Maurice Maeterlinck mis en musique par Benjamin Attahir. En short list pour le prix FEDORA Generali , la coproduction unit La Monnaie (Bruxelles), commanditaire de l’œuvre, Les Théâtres de la ville de Luxembourg, l’Opéra National de Varsovie - Teatr Wielki, la Chapelle musicale Reine Élisabeth et ENOA (European Network of Opera Academies).
En 2020, Olivier Lexa met en scène Camera oscura au Spazio Cre.Zi.Plus de Palerme, spectacle théâtral basé sur le processus de la chambre noire, en collaboration avec l’Institut français de Palerme et issu d’une résidence au Musée d'Art contemporain de Rome (MACRO) en 2019.
En 2022, il met en scène une nouvelle production de Phèdre de Sénèque avec musique électronique, chœurs et danse à l’Istituto Nazionale del Dramma Antico à Syracuse et aux Thermes de Dioclétien (Musée national romain).
En 2025-2026, Olivier Lexa met en scène un spectacle intitulé Ariane en vie, écrit en collaboration avec Katarina Livljanić d’après les Héroïdes d’Ovide, interprété par Katarina Livljanić, Pino De Vittorio et l’Ensemble Dialogos, en tournée en Croatie, en France, aux Pays-Bas, en Allemagne et en Italie.

## Activités scientifiques
Olivier Lexa initie le colloque « Venezia, Città della musica (1600-1750) - Stato delle ricerche e prospettive » à l’Istituto Veneto (Venise, juin 2012) et collabore avec Leonardo García Alarcón à la recréation de Elena de Francesco Cavalli en 2013 au Festival international d'art lyrique d'Aix-en-Provence, initiant notamment le colloque « Eros in musica – Dramaturgie et pratique musicale chez Cavalli ».

Il fait partie du comité scientifique du colloque « Les Salles d’opéra en Europe » au Théâtre national de l'Opéra-Comique (Paris, novembre 2013).

Il participe au colloque international « Gli amori d’Apollo e di Dafne and 17th-Century Concepts of Character » à Copenhague (février 2014),, initie le colloque « Les musiciens italiens et vénitiens à Paris entre 1640 et 1670 » à Paris (mars 2014), la journée d'étude « A metà secolo - L’apice di Francesco Cavalli fra drammaturgia e musica sacra (1650-1656) » au Teatro La Fenice à Venise, en collaboration avec la Société internationale de musicologie et le groupe de recherche "Cavalli and Seventeenth Century Venetian Opera" (juillet 2014) et le colloque « Paris-Venise : les échanges musicaux, du texte à l’image (1680-1750) » (mars 2015) en collaboration avec l'Institut culturel italien de Paris.

## Mises en scène
- L'Eritrea de Francesco Cavalli, Teatro La Fenice, Venise/Ca' Pesaro, direction musicale Stefano Montanari, 2014
- L’Oristeo de Francesco Cavalli, La Criée (théâtre)/ Opéra municipal de Marseille, direction musicale Jean-Marc Aymes, 2016
- Angeli e demoni (mise en espace), musique de Claudio Monteverdi, Carnegie Hall, New York, direction musicale Leonardo García Alarcón, 2017
- Naïs de Jean-Philippe Rameau, Warsaw Philharmonic, Varsovie/Opera Nova, Bydgoszcz, direction musicale Stefan Plewniak, 2018
- Le Silence des ombres de Benjamin Attahir, La Monnaie, Bruxelles/Les Théâtres de la ville de Luxembourg/Opéra National de Varsovie, direction musicale Benjamin Attahir, 2019
- Camera oscura de Sabato Angieri, Musée d'Art contemporain de Rome (MACRO)/ Spazio Cre.Zi.Plus, Palerme, en collaboration avec l’Institut français de Palerme, 2019-2020
- Fedra de Sénèque (musique Umberto Ferro et Olivier Lexa), Istituto Nazionale del Dramma Antico, Syracuse/Thermes de Dioclétien (Musée national romain), 2022
- Ariane en vie d'Olivier Lexa et Katarina Livljanić d’après les Héroïdes d’Ovide, Ensemble Dialogos, tournée en Croatie, France, Pays-Bas,  Allemagne et Italie, 2025-2026

## Dramaturgies
- Comment Wang-Fô fut sauvé d’Alain Berlaud, mise en scène Benjamin Lazar, Théâtre national de l'Opéra-Comique, Paris, 2009
- L’Opera seria de Florian Leopold Gassmann, mise en scène Patrick Kinmonth, La Monnaie, Bruxelles, direction musicale René Jacobs, 2016
- I due Foscari de Giuseppe Verdi, mise en scène Alvis Hermanis, Teatro La Scala, Milan, direction musicale Michele Mariotti, 2016
- Madame Butterfly de Giacomo Puccini, mise en scène Alvis Hermanis, Teatro La Scala, Milan, direction musicale Riccardo Chailly, 2016
- Corpi ingrati, ballets de Claudio Monteverdi, mise en scène et chorégraphie Emio Greco et Pieter C. Scholten, Ballet national de Marseille, direction musicale Jean-Marc Aymes, 2017[51]

## Collaborations artistiques
- Studio Venezia, programmateur musical associé au côté de l’artiste Xavier Veilhan sur le Pavillon français de la Biennale de Venise, 2017[52]
- Phaéton de Jean-Baptiste Lully, assistant du metteur en scène et chorégraphe Eric Oberdorff, Opéra de Nice, direction musicale Jérôme Corréas, 2022[53]

## Ouvrages publiés
- Morceaux choisis, roman (Éditions Léo Scheer, 2011)
- Venise, l’Éveil du baroque – Itinéraire musical de Monteverdi à Vivaldi, essai (Archives Karéline, 2011)
- Francesco Cavalli, biographie (Actes Sud, 2014[54])
- La Musique à Venise, livre d'art (Actes Sud, 2015)
- L’Éducation vénitienne, roman (Lineadacqua[12], 2016)
- Monteverdi et Wagner. Penser l'opéra, essai (Archives Karéline, 2017)
- Léonard de Vinci. L’invention de l'opéra, essai (Éditions du Cerf, 2019)
- Laurent de Médicis. Poésies, traduction (édition bilingue), préface et notes (Payot Rivages-Rivages Poche, 2021)